# Brit Awards de 1991
O Brit Awards de 1991 foi a 11ª edição do maior prêmio anual de música pop do Reino Unido. Eles são administrados pela British Phonographic Industry e ocorreram em 10 de fevereiro de 1991 no Dominion Theatre em Londres.

## Performances
- Adamski com Seal – "Killer"
- The Beautiful South – "A Little Time"
- Betty Boo – "Where Are You Baby?"
- The Cure – "Never Enough"
- EMF – "Unbelievable"
- Status Quo – "Caroline"

## Vencedores e nomeados
| Álbum Britânico do Ano | Produtor Britânico do Ano |
| --- | --- |
| - George Michael – Listen Without Prejudice Vol. 1 - Elton John – Sleeping with the Past - Lisa Stansfield – Real Love - Prefab Sprout – Jordan: The Comeback - The Beautiful South – Choke - Van Morrison – Enlightenment | - Chris Thomas - George Michael - Nellee Hooper - Paul Oakenfold and Steve Osborne - Youth |
| Single Britânico do Ano | Vídeo Britânico do Ano |
| - Depeche Mode – "Enjoy the Silence" | - The Beautiful South – "A Little Time" - Adamski – "Killer" - The Beloved – "Hello" - Betty Boo – "Where Are You Baby?" - Billy Idol – "Cradle of Love" - Depeche Mode – "Enjoy the Silence" - George Michael – "Freedom! '90" - Go West – "King of Wishful Thinking" - Seal – "Crazy" - The Cure – "Close to Me" |
| Artista Solo Masculino Britânico | Artista Solo Feminina Britânica |
| - Elton John - George Michael - Jimmy Somerville - Phil Collins - Robert Smith - Van Morrison | - Lisa Stansfield - Betty Boo - Caron Wheeler - Dusty Springfield - Elizabeth Fraser |
| Grupo Britânico | Melhor Revelação Britânica |
| - The Cure - Happy Mondays - Soul II Soul - Talk Talk - The Beautiful South - The Stone Roses | - Betty Boo - Beats International - Happy Mondays - The Charlatans - The La's |
| Gravação Clássica | Melhor Gravação de Trilha Sonora |
| - Zubin Mehta - John Eliot Gardiner - Kent Nagano - Matthew Best - Oliver Knussen | - Twin Peaks - Days of Thunder - Ghost - Pretty Woman - Wild at Heart |
| Artista Solo Masculino Internacional | Artista Solo Feminina Internacional |
| - Michael Hutchence - Jon Bon Jovi - MC Hammer - Paul Simon - Prince | - Sinéad O'Connor - Janet Jackson - Madonna - Mariah Carey - Neneh Cherry - Tina Turner - Whitney Houston |
| Grupo Internacional | Melhor Revelação Internacional |
| - INXS - B-52s - De La Soul - Faith No More - Roxette | - MC Hammer - Deee-Lite - Maria McKee - Mariah Carey - Wilson Phillips |

### Contribuição Excepcional para a Música
- Status Quo